# 노던 존슨

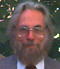

노던 존슨(Norman Johnson, 본명: 노먼 우드아슨 존슨, Norman Woodason Johnson, 1930년 11월 12일 ~ 2017년 7월 13일)은 매사추세츠주 노튼에 있는 휘튼 칼리지의 미국 수학자였다.

## 어린 시절과 교육
노먼 존슨은 1930년 11월 12일 시카고에서 태어났다. 그의 아버지는 서점을 운영했고 지역 신문을 발행했다.
존슨은 1953년 미네소타주 노스필드에 있는 칼튼 칼리지에서 학사 수학 학위를 취득한 후 피츠버그 대학교에서 석사 학위를 취득했다. 1953년 졸업 후 존슨은 양심적 병역 거부자로서 대체 복무를 했다. 그는 1966년 토론토 대학교에서 H. S. M. 콕세터의 지도 하에 "The Theory of Uniform Polytopes and Honeycombs"라는 제목의 논문으로 박사 학위를 취득했다. 그곳에서 그는 매사추세츠주 휘튼 칼리지의 수학과에서 직위를 수락했고 1998년 은퇴할 때까지 가르쳤다.

## 경력
1966년에 그는 규칙적인 면을 가진 92개의 볼록 비균일 다면체를 열거했다. 빅터 잘갈러는 나중인 1969년에  존슨의 목록이 완전하다는 것을 증명했고, 이 집합은 현재 존슨의 다면체로 알려져 있다.
존슨은 또한 매그너스 웨닝거의 모델 구축 책인 "Polyhedron models"(1971)와 "Dual models"(1983)에 출판된 모든 고른 별 다면체와 그 쌍대성의 이름을 지은 것으로 알려져 있다.

## 사망 및 마지막 작품
2017년 7월 13일에 사망하기 직전에 그의 책 "Geometries and Transformations"의 마지막 편집을 완료했고 균일 다면체에 대한 그의 원고를 거의 완성했다.